# Resolutie 519 Veiligheidsraad Verenigde Naties
Resolutie 519 van de Veiligheidsraad van de Verenigde Naties werd op 17 augustus 1982 aangenomen. Dat gebeurde met dertien stemmen voor en twee onthoudingen, van Polen en de Sovjet-Unie.

## Achtergrond
Begin juni 1982 viel Israël ter vergelding van de poging tot moord op zijn ambassadeur Shlomo Argov in Londen de Palestijnse PLO aan in Beiroet. Laatstgenoemde reageerde met beschietingen van Israël, waarna die Libanon binnenviel. Daarop volgde een wekenlange oorlog, waarin tienduizenden doden vielen.

## Inhoud
De Veiligheidsraad:
- Herinnert aan de resoluties 425, 426, 427, 434, 444, 450, 459, 467, 483, 488, 490, 498, 501 en 511.
- Herbevestigt de resoluties 508, 509 en volgende.
- Heeft met ernstige bezorgdheid het rapport van de secretaris-generaal over de interim-VN-macht in Libanon bestudeert, en bemerkt de besluiten, aanbevelingen en wensen van de Libanese overheid.
- Denkt aan de noodzaak om in afwachting van een volledig onderzoek van de situatie de VN op sterkte te houden.

1. Besluit het mandaat van UNIFIL voor een verdere interimperiode van twee maanden te verlengen, tot 19 oktober.
2. Machtigt de macht om gedurende die periode de tijdelijke taken die aan haar zijn toegewezen in paragraaf °2 van resolutie 511 te blijven uitvoeren.
3. Roept alle betrokkenen op voluit mee te werken met de macht wanneer die haar taken uitvoert.
4. Steunt de inspanningen van de secretaris-generaal om de inzet van de waarnemers van de VN-bestandtoezichtsorganisatie te optimaliseren.
5. Beslist de situatie voor 19 oktober in alle aspecten te beschouwen.

## Verwante resoluties
- Resolutie 517 Veiligheidsraad Verenigde Naties
- Resolutie 518 Veiligheidsraad Verenigde Naties
- Resolutie 520 Veiligheidsraad Verenigde Naties
- Resolutie 521 Veiligheidsraad Verenigde Naties

Lijst ·  500 ·  501 ·  502 ·  503 ·  504 ·  505 ·  506 ·  507 ·  508 ·  509 ·  510 ·  511 ·  512 ·  513 ·  514 ·  515 ·  516 ·  517 ·  518 ·  519 ·  520 ·  521 ·  522 ·  523 ·  524 ·  525 ·  526 ·  527 ·  528